# Anabaena
Anabaena (Анабена) је род модрозелених бактерија (алги). Припада реду Nostocales (ностокалес). Врсте овога рода су прокариотски организми који се налазе на трихалном ступњу организације. Ћелије у кончастим телима међусобно комуницирају преко плазмодезми. Не образују колоније. Њихова кончаста тела су са саром (слузави омотач) или без. Могу бити појединачна или груписана у жбуниће. Врсте овога рода су широко распрострањене у води и изван ње. Многе врсте које живе у води често изазивају појаву познату као „цветање воде“. Боја ћелија варира од плаво-зелене до жутозелене.
Размножавају се хормогонијама и акинетима. Образују трајне споре (акинете) и хетероцисте. Акинети се налазе између вегетативних ћелија, а могу бити појединачни или у групама од 2—5. Понекада се налазе уз хетероцисте. Хетероцисте су појединачне и налазе се између вегетативних ћелија. Оне су сферног, елипсастог или цилиндричног облика. Углавном су веће од вегетативних ћелија.

## Значај
Врсте овога рода врше фотосинтезу, и од пигмената имају хлорофил a, тако да имају значајну улогу у производњи кисеоника. Сем тога што могу да врше фотосинтезу ови организми имају и способност везивања атмосферског азота тако да спадају у азотофиксаторе. Неке врсте могу да живе у симбиози са вишим биљкама и да им обезбеђују једињења азота (нпр. Anabaena azollae са родом Azolla). Неке врсте се успешно користе за обезбеђивање азота земљишту на пиринчаним пољима, дајући и по 40 kg азота по хектару годишње. Коришћењем азоле (Azolla) годишње се може добити 120 — 310 kg по хектару.
Врсте овога рода могу имати и штетно дејство, пошто њихово пренамножавање може довести до цветања воде и смањења концентрације кисеоника у воденој средини, опасног по остале организме. Неке врсте, нпр. Anabaena flos-aquae, стварају отровне супстанце — анатоксине које у већој мери имају штетан утицај на живи свет (уколико се ови отрови налазе у већој количини у води могу изазвати чак и смрт стоке која пије загађену воду).

## Врсте
У овом роду се налазе 102 врсте (према сајту ).
|  |  |  |